# Saint-Josse
 Saint-Josse  (denominación oficial del INSEE, pues también es llamada Saint-Josse-sur-Mer) es una población y comuna francesa, situada en la región de Norte-Paso de Calais, departamento de Paso de Calais, en el distrito de Montreuil y cantón de Montreuil.

## Demografía
| 622 | 559 | 575 | 671 | 914 | 1052 |
| Para los censos de 1962 a 1999 la población legal corresponde a la población sin duplicidades (Fuente: INSEE [Consultar]) |     |     |     |     |      |